# Овари, Леопольд
Леопольд Овари, собственно Липот Овари (венг. Óváry Lipót), урождённый Шамуэль Альтштадтер (венг. Altstädter Sámuel; 31 декабря 1833, Веспрем — 4 апреля 1919, Будапешт) — венгерский историк и архивист, член Венгерской академии наук.

## Биография
Еврейского происхождения, родился в семье сапожника и портного. Участник борьбы за свободу Венгрии в 1848 году и итальянской войны за независимость в 1859 году.
После посвятил себя изучению истории и вскоре добился заметных успехов. В 1876 г. был назначен помощником хранителя государственного архива, в 1904 г. — главным хранителем венгерских государственных архивов.
В 1892 году был избран членом Венгерской академии наук.
Работы Л. Овари оказали большое политической влияние на борьбу с антивенгерской румынской пропагандой в Австро-Венгрии и Италии.

## Избранные публикации
- «Nápolyi Történelmi Kutatások» (Budapest, 1874);
- «III. Pál Pápa s Farnese Sándor Bibornok Magyarországra Vonatkozó Diplomácziai Levelezései» (ib. 1879);
- «Oklevéltár Bethlen Gábor Diplomácziai Összeköttetéscinek Történetéhez» (ib. 1886);
- «Zsigmond Királly és az Olasz Diplomaczia» (ib. 1889);
- «A Magyar Anjouk Eredete» (ib. 1893);
- «La Questione Dacoromana e lo Stato Ungherese» (Rome, 1894).